# Omega1 Cygni
Omega1 Cygni (ω1 Cygni, förkortat Omega1 Cyg, ω1 Cyg)  som är stjärnans Bayerbeteckning, är en ensam stjärna belägen i den norra delen av stjärnbilden Svanen (stjärnbild). Den har en skenbar magnitud på 4,94 och är svagt synlig för blotta ögat där ljusföroreningar ej förekommer. Baserat på parallaxmätning inom Hipparcosuppdraget på ca 3,6 mas, beräknas den befinna sig på ett avstånd på ca 910 ljusår (ca 280 parsek) från solen. I förhållande till sina grannar har stjärnan en egenrörelse på 25,7 ± 2,2 km/s.

## Egenskaper
Omega1 Cygni är en blå till vit underjättestjärna av spektralklass B2.5 IV. Den har en massa som är ca 8 gånger större än solens massa, en radie som är ca 6,8 gånger större än solens och utsänder från dess fotosfär ca 972 gånger mera energi än solen vid en effektiv temperatur på ca 19 500 K.
Telting et. al. rapporterade år 2006 stjärnan som en Beta Cephei-variabel med hög grad av sannolikhet, då de fann regelbundna pulsationer i dess spektrum i ett spektroskopiprojekt med hög upplösning. Luminositeten varierar oregelbundet med 0,034 magnitud med en period på 1,137 dygn.